# Antonio Pietrangeli
Pour les articles homonymes, voir Pietrangeli.
Antonio Pietrangeli, né le 19 janvier 1919 à Rome et mort accidentellement le 12 juillet 1968 à Gaète, est un critique, scénariste, dialoguiste et réalisateur italien.

## Biographie
Il est né le 19 janvier 1919 à Rome dans une famille originaire de Magliano de' Marsi (province de L'Aquila). Après des études de médecine, Antonio Pietrangeli devient critique de cinéma pour différents journaux. Au lendemain de la Seconde Guerre mondiale, il participe au scénario des Amants diaboliques (Ossessione) de Visconti, œuvre-phare du néoréalisme, puis de ceux des réalisateurs : Gianni Franciolini, Pietro Germi, Alessandro Blasetti, Mario Camerini, Roberto Rossellini, Alberto Lattuada.
Il passe à la réalisation en 1953 avec Du soleil dans les yeux. Même quand ils prennent un tour plus dramatique, la plupart de ses films sont écrits avec Ettore Scola et Ruggero Maccari, parfois avec Agenore Incrocci et Furio Scarpelli (Age et Scarpelli), les quatre grands scénaristes de la comédie à l'italienne. Antonio Pietrangeli est connu pour son intérêt pour la condition féminine dans la société italienne à une époque où ce thème était peu traité, notamment dans Adua et ses compagnes, film qui contribua à sa renommée, La Parmigiana et Je la connaissais bien.
Il se noie accidentellement dans le golfe de Gaète après une chute d'une falaise durant le tournage de Quand, comment et avec qui ?. Deux membres de l'équipe du film se sont blessés en tentant de le secourir et son corps a été retrouvé après trois heures de recherche. Valerio Zurlini le remplace au poste de réalisateur et assure la fin du tournage.
Il est le père de l'auteur-interprète militant et réalisateur Paolo Pietrangeli.

## Filmographie

### Réalisateur et scénariste
- 1953 : Du soleil dans les yeux (Il sole negli occhi)
- 1954 : Amours d'une moitié de siècle (Amori di mezzo secolo), segment Girandola 1910
- 1955 : Le Célibataire (Lo scapolo)
- 1957 : Souvenirs d'Italie (Souvenir d'Italie)
- 1958 : Les Époux terribles (Nata di marzo)
- 1960 : Adua et ses compagnes (Adua e le compagne)
- 1961 : Les Joyeux Fantômes ou Fantômes à Rome (Fantasmi a Roma)
- 1963 : La Fille de Parme (La parmigiana)
- 1963 : Annonces matrimoniales (La visita)
- 1964 : Le Cocu magnifique (Il magnifico cornuto)
- 1965 : Je la connaissais bien (Io la conoscevo bene)
- 1966 : Les Ogresses (Le Fate), segment Fata Marta
- 1969 : Quand, comment et avec qui ? (Come, quando, perchè) (terminé par Valerio Zurlini)

### Scénariste
- 1943 : Les Amants diaboliques (Ossessione) de Luchino Visconti
- 1945 : La Nostra guerra d'Alberto Lattuada
- 1947 : Jeunesse perdue (Gioventù perduta) de Pietro Germi
- 1948 : La Terre tremble (La Terra trema) de Luchino Visconti
- 1948 : Amants sans amour (Amanti senza amore) de Gianni Franciolini
- 1948 : Fabiola d'Alessandro Blasetti
- 1949 : Les Derniers jours de Pompéi de Marcel L'Herbier
- 1949 : Anselme est pressé (La Sposa non può attendere) de Gianni Franciolini
- 1950 : Due mogli sono troppe de Mario Camerini
- 1950 : Quel fantasma di mio marito de Camillo Mastrocinque
- 1951 : Dernier rendez-vous (L'ultimo incontro) de Gianni Franciolini
- 1952 : La Louve de Calabre (La Lupa) d'Alberto Lattuada
- 1952 : Europe 51, de Roberto Rossellini
- 1954 : Où est la liberté ? (Dov'è la libertà ?) de Roberto Rossellini
- 1954 : Conquête héroïque de Paolo Moffa et Carlos Serrano de Osma
- 1961 : Le Carabinier à cheval (Il carabiniere a cavallo) de Carlo Lizzani